# Vysokopecní plyn
Vysokopecní plyn, nazývaný též kychtový plyn, je plyn, který odchází z vysokých pecí.

## Složení
Vysokopecní plyn obsahuje vysoký podíl oxidu uhelnatého (CO) a v menším množství i další hořlavé složky (předně vodík a methan), díky čemuž jej lze spalovat. Nevyčištěný plyn obsahuje také velké množství prachu (3,5–30 g/m3) a dále čpavek, sloučeniny síry, sloučeniny kyanidu, PAU aj. Svým složením a způsobem vzniku se vysokopecní plyn přibližuje chudému generátorovému plynu, liší se však větším obsahem CO. 
Obvyklé složení vysokopecního plynu je následující:
- 22–30 % CO
- 1–8 % H2
- < 1 % CH4
- 10–18 % CO2
- 50–60 % N2

## Produkce

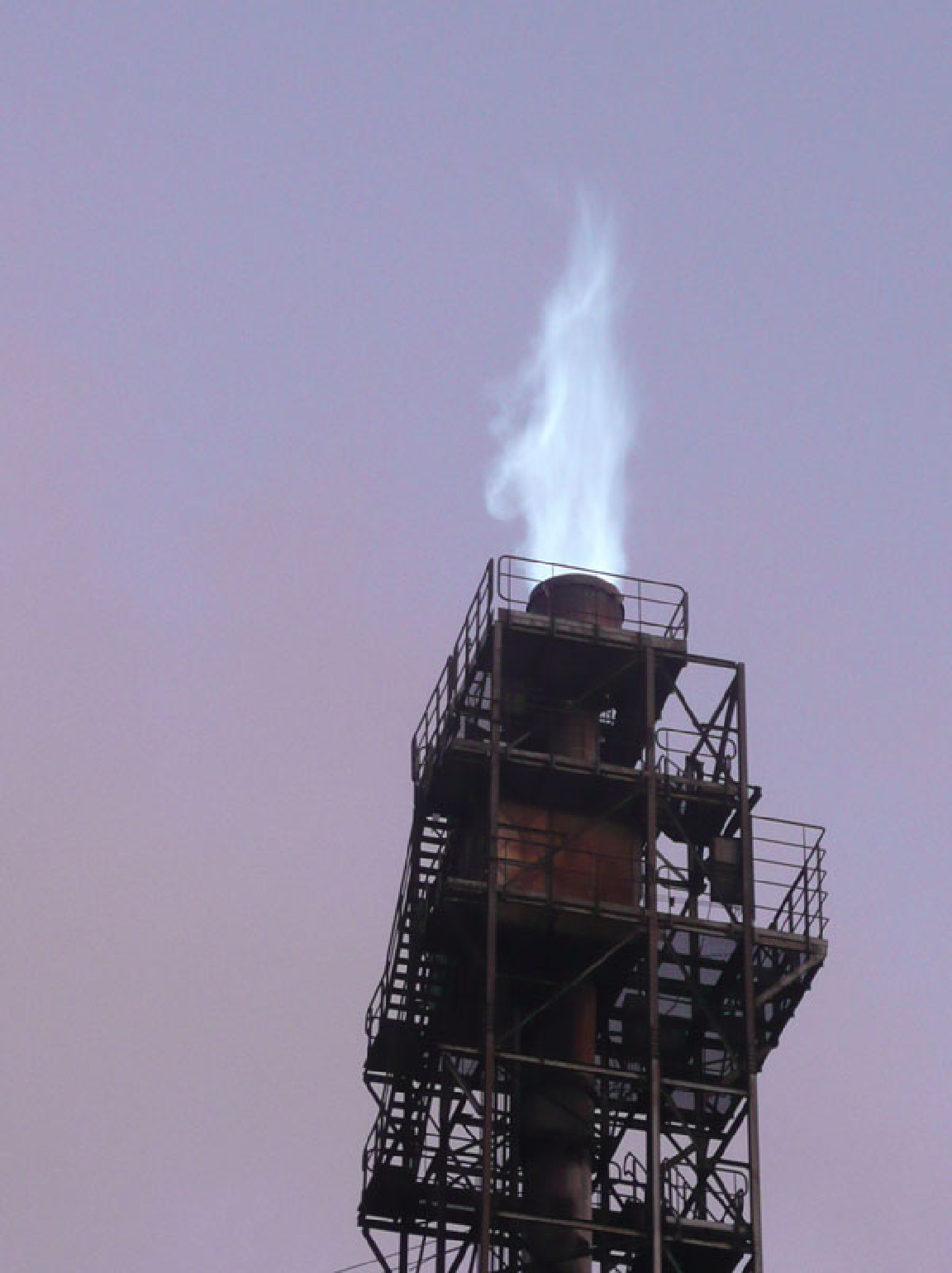
Plamen při spalování přebytečného vysokopecního plynu na fléře

Vysokopecní plyn je vedlejším produktem výroby železa. Z 1 t surového železa lze získat přibližně 1200–2000 m3 plynu, přičemž je v něm odváděno cca 5 GJ chemické energie, což předsatvuje přibližně 30 % hrubé spotřeby energie vysoké pece.

## Využití
Před konečným využitím se musí vysokopecní plyn důkladně vyčistit. Nejdříve se z něj předúpravou odstraňuje hrubý vysokopecní prach, který plyn s sebou unáší z vysoké pece. V dalším kroku se praním zbavuje jemného prachu, SO2 a sloučenin kyanidu. Vyčištěný plyn se ukládá do plynojemů.
Vlivem nízkého podílu vysokovýhřevných složek je výhřevnost vysokopecního plynu malá, pohybuje se mezi 2,7–4 MJ/m3. Vysokopecní plyn se používá v ohřívačích vzduchu (cowperech) k ohřívání vzduchu (větru), který se dmýchá do vysoké pece, a pro parní kotle a hutnické pece (v tomto případě se obohacuje např. koksárenským či zemním plynem, aby se stabilizoval spalovací proces). Užívá se ho i jako pohonné látky v plynových motorech. Vysokopecní plyn se zpravidla zužitkuje jen v okruhu závodu; při jeho nízké výhřevnosti by totiž nebylo účelné rozvádět jej na velké vzdálenosti.